# Đông Ả Rập

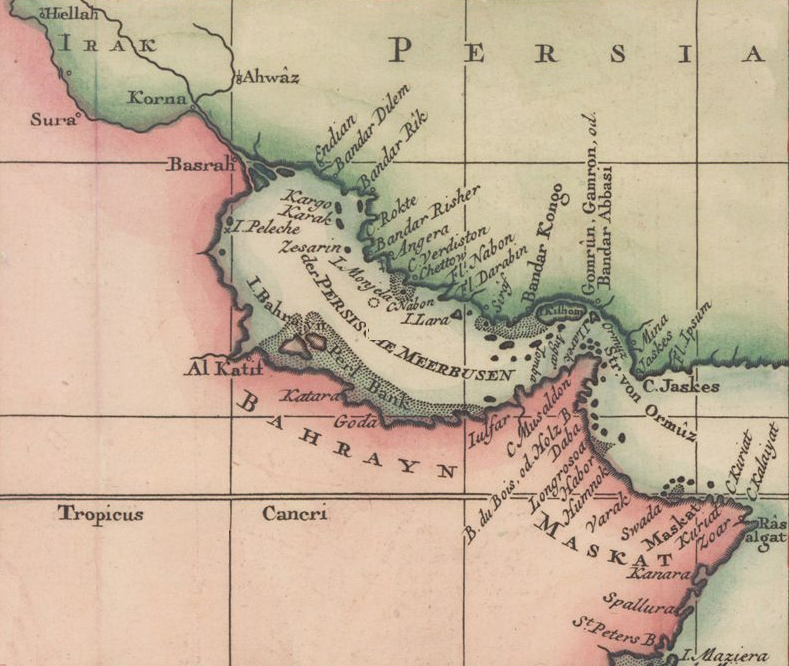
Đông Ả Rập (vùng lịch sử Bahrain) trên một bản đồ năm 1745 của Bellin.

Đông Ả Rập, trong lịch sử được gọi là Bahrain (tiếng Ả Rập: البحرين) cho đến thế kỷ 18. Khu vực này trải dài từ phía nam của Basra dọc bờ biển vịnh Ba Tư, gồm các khu vực của Bahrain, Kuwait, Al-Hasa, Qatif, Các Tiểu Vương quốc Ả Rập Thống nhất, Qatar, miền nam Iraq, và miền bắc Oman. Toàn bộ dải đất ven biển của Đông Ả Rập được gọi là “Bahrain” trong mười thế kỷ.
Cho đến thời gian gần đây, toàn bộ Đông Ả Rập từ miền nam Iraq đến các dãy núi của Oman là nơi cư dân di chuyển qua lại, định cư và kết hôn mà không cần quan tâm đến biên giới quốc gia. Cư dân Đông Ả Rập chia sẻ một nền văn hoá dựa trên biển cả; họ là những người đi biển. Sinh hoạt tập trung vào hải dương tại các nhà nước Ả Rập nhỏ vùng Vịnh có kết quả là một xã hội có định hướng biển, trong đó sinh kế theo truyền thống đến từ các ngành kinh tế biển
Các nhà nước Ả Rập tại vịnh Ba Tư đều thuộc Đông Ả Rập, biên giới của các quốc gia này không vượt quá Đông Ả Rập. Các nhà nước Bahrain, Kuwait, Oman, Qatar và Các Tiểu vương quốc Ả Rập Thống nhất là các nhà nước Ả Rập vùng Vịnh hoàn toàn. Ả Rập Xê Út thường được nhìn nhận là một nước Ả Rập vùng Vịnh song hầu hết cư dân nước này không sống trong khu vực. Người Ả Rập trong khu vực nói một phương ngữ gọi là Ả Rập vùng Vịnh. Hầu hết người Ả Rập Xê Út không nói phương ngữ này do họ không sống trong khu vực. Có khoảng 2 triệu người nói tiếng Ả Rập vùng Vịnh tại Ả Rập Xê Út, hầu hết là tại vùng Đông. Trước khi Hội đồng Hợp tác vùng Vịnh được thành lập vào năm 1981, thuật ngữ "Khaleeji" là từ duy nhất được sử dụng để chỉ các cư dân Đông Ả Rập.